# Idaea labeculata
Idaea labeculata là một loài bướm đêm trong họ Geometridae.